# バイオカレッジ京都
バイオカレッジ京都（バイオカレッジきょうと）は、京都府京都市上京区にあった私立専門学校。設置者は学校法人関西文理学園。

## 沿革
バイオテクノロジー業界の成長期だった1990年代に従事する技術者が不足していたことを背景に、宝酒造が大学受験予備校の関西文理学院を経営する関西文理学園に働きかけたことで設立された。当初は講師陣のうち6割が宝酒造の研究者という布陣で、技術者を育成するバイオ工学科（定員120名）のほかに、専門知識を持った事務職、秘書を育成するバイオ秘書学科（定員40名）も設置されていた。その後に増加したバイオテクノロジー関連の課程を設置する私立大学と競合したことで、2003年に長浜バイオ大学が設立され、バイオカレッジ京都は2007年度にタカラバイオとの提携を解除、2010年に廃止のうえ長浜バイオ大学の京都キャンパスとなった。
- 1993年（平成5年）4月 開校。バイオ工学科3コース（遺伝子工学、細胞工学、蛋白工学）およびバイオ秘書学科を設置[4]。
- 1995年（平成7年）4月 バイオ情報コースを新設
- 1996年（平成8年）4月 バイオ秘書学科をバイオビジネス学科に改編（のち募集停止）
- 1997年（平成9年）4月 蛋白工学コースを食品工学コースに改編、バイオ情報コースを廃止し植物工学コースを新設
- 2010年（平成22年）3月 廃校

## 設置学科
- バイオ工学科
2年制。2年次に4コース（遺伝子工学、細胞工学、食品工学、植物工学）に分かれる。
- 別科バイオ工学研究科
1年制

## 所在地
- 京都府京都市上京区原町通広小路上ル九軒町427